# Lucas Torró Marset
Lucas Torró Marset (nascut el 19 de juliol de 1994) és un futbolista professional valencià que juga a l'Osasuna de La Liga com a migcampista central.

## Carrera de club

### Inici de la carrera
Nascut a Cocentaina, País Valencià, Torró va representar principalment l'Hèrcules CF i el CE Alcoià de juvenil, a més de dos altres clubs de la seva terra natal. El 20 de gener de 2012, quan encara era juvenil, va debutar com a professional entrant com a substitut de Paco Esteban en un empat 2-2 a casa contra la UD Almería a la Segona Divisió. El 23 de maig va jugar el seu segon partit, de nou des de la banqueta, en una derrota per 5-0 a casa contra l'exclub de l'Hèrcules; també va ser expulsat durant el partit.

### Reial Madrid
L'agost de 2012, Torró va fitxar pel Reial Madrid per 100.000 € amb clàusules addicionals basades en la seva progressió; també va ser el traspàs més rendible de la història de l'Alcoyano. Inicialment assignat al Juvenil, va ser ascendit a el filial a mitja temporada.

#### Reial Oviedo (cedit)
El 18 de juliol de 2016, Torró va ser cedit al Real Oviedo de segona divisió durant un any.

### Osasuna
El següent 6 de juliol, va signar un contracte de tres anys amb el CA Osasuna després que expirés el seu contracte amb el Reial Madrid.

### Eintracht Frankfurt
El 2 de juliol de 2018, Osasuna va anunciar que l'Eintracht Frankfurt pagaria la clàusula de rescissió de Torró d'1,75 milions d'euros.

### Torna a Osasuna
El 5 d'agost de 2020, Torró va tornar al CA Osasuna en un traspàs valorat en uns 2 milions d'euros. Va signar un contracte de quatre anys amb el club.

## Carrera internacional
El 2013 va jugar el Campionat d'Europa sub-19 en què Espanya va fer un bon torneig, sent eliminada a les semifinals per França.

## Palmarès
Eintracht Frankfurt
- Subcampió de la Supercopa de la DFL: 2018

Osasuna
- Copa del Rei: subcampió 2022–23 [9]